# 말 (바둑)
말은 바둑에서 '한 덩어리를 이루어 집을 만드는, 살아 있는 돌의 집단'이다. 말 중에서도 큰 덩어리를 이루는 말을 대마라고 한다.